# Хан Бон Чжін
Хан Бон Чжін (кор. 한봉진, нар. 2 серпня 1945) — північнокорейський футболіст, що грав на позиції півзахисника за клуб «8 лютого», а також національну збірну КНДР.

## Клубна кар'єра
На клубному рівні грав за «8 лютого».

## Виступи за збірну
Захищав кольори національної збірної КНДР. У її складі був учасником чемпіонату світу 1966 року в Англії, де виходив на поле в усіх іграх своєї команди, яка подолала груповий етап і вибула з боротьби, поступившись збірній Португалії, вже на стадії чвертьфіналів.